# Metroid
Metroid (яп. メトロイド Мэтороидо) — первая игра серии Metroid, была выпущена для приставки Famicom Disk System в 1986 году. Игра была спродюсирована Гумпэем Ёкои, одним из самых известных дизайнеров игр и «железа», под дирекцией Ёсио Сакамото. Игра отличается своей музыкой, автор которой — Хирокадзу «Hip» Танака. В 1987 году игра была портирована на североамериканскую консоль NES.

## Сюжет

Кадр из игры

В году 2000 CC (Cosmic Calendar — Космический Календарь) лидеры разных планет объединились в конгресс, ставший известным как Галактическая Федерация, с целью создать справедливую и структурированную Вселенную, жители которой могли бы развиваться и процветать. Под предводительством новой федерации жители разных планет начали завязывать между собой отношения, и начала создаваться новая цивилизация. Были созданы новые типы транспортировки, такие как межзвёздные корабли, и социум процветал, используя новые технологии. В это время Земля вошла в контакт с представителями тех миров, и также получила доступ к их продвинутым технологиям.
Казалось, что в новом социуме всё хорошо. Однако, группы, известные как «Космические Пираты», стали атаковать мирные космические корабли, с целью получения ценных вещей, вселяя страх в сердца людей. Для того, чтобы противостоять этим атакам, Федеральное Бюро создало новые боевые силы, известные как «Космическая Полиция».
Но воевать с пиратами было очень тяжело, так как их было трудно преследовать в открытом космосе, даже с использованием продвинутых технологий Федерации. И тогда Федерация начала нанимать группы смелых бойцов, получивших название «Космических Охотников», которые преследовали пиратов, используя лучшее оружие из имеющегося. За уничтожение пиратов Федерация давала им большие награды.
Сейчас идёт год 20X5 CC, и Вселенная продолжает развиваться, хотя бои всё ещё идут по всему космосу. Недавно пришло сообщение, в котором говорится, что по космосу летит корабль с капсулой, содержащей неизвестную форму жизни с пустынной планеты SR388. Эта планета была атакована и захвачена Космическими Пиратами. В настоящий момент исследования об этой форме жизни не закончены и находятся в замороженном состоянии, но уже известно, что облучение экземпляров бета-лучами в течение 24 часов заставляет их размножаться. Некоторые учёные верят, что эта форма жизни могла быть результатом уничтожения жизни на SR388. Учёные решили назвать это существо «Метроид». Простая мысль о том, что это существо находится в руках Космических Пиратов, повергала в ужас. Если пираты узнают, как это существо размножается, то они смогут использовать его в качестве мощного оружия. Федерация пытается найти пиратов. В результате было обнаружено, что их база находится глубоко внутри планеты Зебес.
Пока шла война, пиратам удалось воспроизвести деление Метроидов. Остался единственный вариант — проникнуть на Зебес, и уничтожить лидера Космических Пиратов, «Материнский Мозг». Трудность состояла в том, что планета Зебес представляла собой природную крепость в виде огромного лабиринта. По всему лабиринту находились разнообразные ловушки и союзники пиратов. Для выполнения миссии требуется особенный представитель, и федерация выбрала для неё самого сильного изо всей организации Космических Охотников — Самус Аран. Самус, хотя и была человеком, имела кибернетический костюм, соединённый с её телом (в некоторых местах — хирургическим путём), что давало ей огромный источник силы. Она завершила множество миссий, казавшихся невозможными.
Самус продвигается по планете-крепости Зебес, собирая оружие и защитные приспособления, открывая новые места, побеждает Крейда, Ридли и Материнский Мозг, и в конце уничтожает всех Метроидов на планете.
В Metroid есть четыре концовки, зависящие от того, за какое время игрок прошёл игру. Концовки показывают Самус в разной степени «раздетости». «Лучшая концовка» показывает Самус в бикини.

## Разработка
После успешного старта игровых платформ Famicom (в Японии) и NES (США) в начале 1980-х и выпуска ряда простых платформеров и спортивных симуляторов Nintendo заняла лидирующие позиции в индустрии компьютерных игр. В начале 1986 года компания выпустила Famicom Disk System, которая благодаря ёмкому носителю позволила создавать сложные и многогранные игры следующего поколения, способных завлечь игрока на многие часы игрового процесса. После успешной The Legend of Zelda (1986) компания бросила силы на разработку похожей игры в жанре action — Metroid (от слов «metro» и «android»). Разработкой занимались студии Nintendo Research & Development 1 и Intelligent Systems под руководством Гумпэя Ёкои. Большое влияние на дизайн игры повлиял фильм ужасов Ридли Скотта 1979 года «Чужой», а также работы Ханса Гигера.
Работа над игрой велась в условиях острой нехватки времени — в общем счёте на разработку было отведено всего три месяца. Чтобы уложиться в сроки, разработчикам пришлось переиспользовать существующие уровни для того, чтобы наполнить мир игры.
Nintendo попыталась выделить Metroid от других, сделав её нелинейной игрой, где исследование мира является критически важным элементом игрового процесса. Metroid продолжила идеи The Legend of Zelda, согласно которым для продвижения по сюжету необходимо находить предметы, усиливающие способности персонажа и открывающие новые навыки. В отличие от предшествующих игр-платформеров, в которых пауэр-апы носят временный характер, в Metroid усиливающие предметы даются навсегда и подчас критически важны для прохождения игры. Позднее подобный вид игр оформился в собственный поджанр — «метроидванию».
В зависимости от затраченного на прохождение времени игрок мог получить одну из пяти концовок. Если игрок потратит свыше 10 часов реального времени, то в финальном экране Самус Аран будет стоять спиной к игроку, если от 5 до 10 часов — персонаж будет стоять в приветственной позе, если от 3 до 5 часов — персонаж снимет шлем (при этом игрок поймёт, что Самус Аран — девушка), если от 1 до 3 часов — персонаж предстанет без экзокостюма. Последняя концовка — Самус Аран предстает перед игроком в бикини — будет доступна, если игрок пройдёт игру менее чем за час. Разработчики хотели чем-то вознаградить более быстрых игроков, и идея сделать главного персонажа женщиной пришла спонтанно одному из разработчиков. Этот ход стал для многих игроков полной неожиданностью, считавших Самус Аран мужчиной вплоть до конца игры (руководство пользователя для США использовало местоимение «он» для описания главной героини).
Оригинальная игра, выпущенная для приставки Famicom Disk System, позволяла сохранять состояние игры на диск, но американский релиз был в формате картриджа NES, поэтому для сохранения состояния игры использовалась система паролей: когда у Самус кончалась энергия, игроку давался 24-символьный пароль. На титульном экране было два варианта: «Старт» и «Продолжить». Выбрав вариант «Продолжить», игрок мог ввести ранее полученный пароль. После этого он мог продолжать игру, начиная с места, в которой он её закончил, с теми же предметами и игровым прогрессом, которые у него были. Генератор паролей приводил подчас к неожиданным осмысленным паролям, например «JUSTIN BAILEY» или «NARPAS SWORD».
Также версия для FDS использовала системный канал волнового табличного синтеза звука для некоторых звуковых эффектов, таких как открывание дверей и попадания по большим монстрам. Пять музыкальных треков в игре также использовали этот канал, добавляя в музыку дополнительный инструмент. В версии для NES этот инструмент был полностью удалён. Музыкальная тема инициализации персонажа и собирания вещей в игре Super Metroid, и большинство будущих треков были основаны на тех темах из версии Metroid для FDS.
Игра присутствует в качестве бонуса в Metroid Prime. В 2004 году Nintendo выпустила Metroid: Zero Mission для портативной консоли Gameboy Advance. Эта игра также включала в себя оригинальный Metroid в качестве бонуса, который открывался после прохождения игры. В этом же году Nintendo выпустила оригинальный Metroid для Gameboy Advance как часть «Классической Серии NES».

## Комиксы
Самус Аран появлялась в качестве персонажа в серии комиксов Captain N: The Game Master и Nintendo Comics System, опубликованных Valiant в 1990 году.
Nintendo Power позже запустила книгу комиксов Super Metroid в шести частях.

## Оценки
| Сводный рейтинг    | Сводный рейтинг | Сводный рейтинг |
| Издание            | Оценка          | Оценка          |
| Издание            | GBA             | NES             |
| ------------------ | --------------- | --------------- |
| GameRankings       | 61,54 %         | 63,00 %         |
| Иноязычные издания |                 |                 |
| Издание            | Оценка          | Оценка          |
| Издание            | GBA             | NES             |
| AllGame            | N/A             | [ 12 ]          |
| GameSpot           | N/A             | 5,5/10          |
| IGN                | N/A             | 8/10            |

Игра получила в целом положительные оценки критиков своего времени и была коммерчески успешна, особенно в США. Появившись в 1987 году на западном рынке, Metroid оставалась одной из популярнейших игр для платформы вплоть до 1989 года. В многом благодаря тому, что Metroid, вслед за The Legend of Zelda, являлась сложной нелинейной игрой со множеством секретов, вокруг неё сформировалось сообщество игроков, начавших делиться открытиями в игре. Это потребовало от Nintendo of America создать единую площадку, объединявшую игроков NES, которой стал бесплатный бюллетень Fun Club, позднее преобразовавшийся в полноценное печатное издание Nintendo Power. В ретроспективном обзоре 1990 года журнал присудил игре оценки 5/5 за графику и звук, 4,5/5 — за управление, 5/5 — за сложность и 5/5 — за развлекательность. В 2006 году Nintendo Power поместил Metroid на 11-е место в Топ-200 игр для всех консолей Nintendo, выходивших с 1985 по 2006 год.
Обозревая серию Metroid в целом, издание GameTrailers отметило особый вклад первой игры в индустрию компьютерных игр: своим появлением Metroid запустила новый игровой жанр исследовательских игр, который впоследствии будет назван как «метроидвания». Metroid предложила множество инновационных подходов, включая погружение игрока в клаустрофобическое состояние с помощью окружения и тревожной музыки. Кульминационная часть игры — победа над Материнским мозгом и последующий побег с планеты Зебес — также была особо отмечена как один из неожиданных и будоражащих игроков поворотов сюжета игры. Издание также указало Metroid одной из первых игр, предложивших концепцию «открытого мира» и возможность играть за женского персонажа..